# Dat-das-Linie

Verlauf der dat-das-Linie innerhalb des deutschen Sprachgebiets 1870

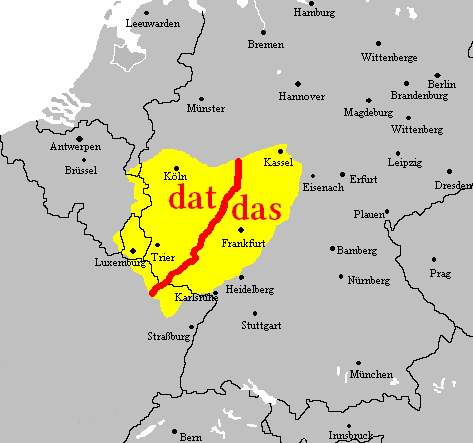
Verlauf der dat-das-Linie innerhalb des westmitteldeutschen Sprachgebiets

Die dat-das-Linie (auch: wat-was-Linie, Sankt Goarer Linie und Hunsrück-Schranke) ist eine Isoglosse zwischen deutschen Mundarten, die quer durch das gesamte deutsche Sprachgebiet verläuft. Nördlich der Linie gilt dat, südlich der Linie das. Innerhalb des westmitteldeutschen Sprachgebiets bildet sie im Rheinischen Fächer eines von mehreren Unterscheidungsmerkmalen zwischen den beiden Dialekten Moselfränkisch (dat) und Rheinfränkisch (das).

## Verlauf
Die dat-das-Linie durchquert von der deutsch-französischen Sprachgrenze her aus Frankreich (Lothringen) kommend zunächst das Saarland. Innerhalb des Saarlandes verläuft sie nördlich von Saarbrücken (Völklingen) von Südwest nach Nordost zur mittleren Nahe in Rheinland-Pfalz, von dort quer über den Hunsrück (deswegen auch Hunsrück-Schranke) und erreicht bei Sankt Goar den Rhein (deswegen auch Sankt Goarer Linie). Rechtsrheinisch führt sie weiter nordöstlich an der rheinland-pfälzisch-hessischen Grenze entlang über Limburg an der Lahn und Dillenburg, bis sie sich in Nordrhein-Westfalen am Aufeinandertreffen der Landschaften Siegerland, Wittgenstein und Sauerland mit der Benrather Linie und der Eifel-Schranke vereinigt. Die Linie verläuft von dort aus weiter in nordöstlicher Richtung und erreicht bei Frankfurt (Oder) die Oder und die deutsch-polnische Sprachgrenze.

## Historische Zusammenhänge
Die dat-das-Linie kann in Südwestdeutschland meistens Dorf für Dorf genau bestimmt werden. Die Sprachgrenze verwischt jedoch mit der zunehmenden Mobilität der Bevölkerung.